# Kabinett Yousaf
Das Kabinett Yousaf war die zehnte Schottische Regierung. Sie bildete sich nach der Parlamentswahl 2021 und dem Rücktritt von Nicola Sturgeon als First Minister und vom Parteivorsitz der SNP. Zu ihrem Nachfolger wurde in beiden Ämtern Humza Yousaf gewählt.
Die Regierung ist eine Koalitionsregierung der Scottish National Party und der Scottish Green Party. Die Scottish National Party gewann bei der Parlamentswahl in Schottland 2021 die meisten Mandate, verfehlte jedoch die absolute Mehrheit. Die Mitglieder der Scottish Green Party stimmten am 28. August 2021 in einer Urabstimmung dem am 20. August 2021 abgeschlossenen provisorischen Koalitionsabkommen zu.
Am 8. Februar 2024 kam es nach dem Rücktritt von Gesundheitsminister Matheson zu einer größeren Umbildung der Regierung.
Am 25. April 2024 wurde die „Bute House Agreement“ genannte Vereinbarung von First Minister Yousaf aufgelöst und er bildete die Regierung zu einer Minderheitsregierung um. Zuvor hatte die Green Party die von der Regierung angekündigte Rücknahme von Klimazielen und die Einstellung der Abgabe von Pubertätsblockern an Jugendliche mit Genderinkongruenz kritisiert und eine parteiinterne Abstimmung über die Fortsetzung der Zusammenarbeit mit der SNP angekündigt.
Als größte Oppositionspartei kündigten die Konservativen im Parlament an, einen Misstrauensantrag gegen Yousaf einzubringen. Die Grünen unterstützten dies, so dass es auf die eine Stimme der früheren SNP-Abgeordneten Ash Regan angekommen wäre, die zu der von Alex Salmond gegründeten ALBA Party übergetreten war, nachdem sie in der Abstimmung über die Führung der SNP unterlegen war. Yousaf kam dem Misstrauensantrag durch seine Rücktrittserklärung am 29. April 2024 zuvor. Er blieb noch bis zum 7. Mai 2024 im Amt.

## Mitglieder

### Kabinettsmitglieder
(Cabinet Secretaries, falls nicht anders erwähnt)
| Amt                                                                           | Bild | Name                    | Partei | Partei    | Amtszeit  |
| ----------------------------------------------------------------------------- | ---- | ----------------------- | ------ | --------- | --------- |
| First Minister                                                                |      | Humza Yousaf            |        | SNP       | 2023–2024 |
| Deputy First Minister                                                         |      | Shona Robison           | SNP    | 2023–2024 |           |
| Finanzministerin                                                              |      | Shona Robison           | SNP    | 2023–2024 |           |
| Minister/in für Wohlstand, Wirtschaft, Arbeit und Energie                     |      | Neil Gray               | SNP    | 2023–2024 |           |
| Minister/in für Wohlstand, Wirtschaft, Arbeit und Energie                     |      | Mairi McAllan           | SNP    | 2024      |           |
| Minister für NHS-Wiederaufbau, Gesundheit und Sozialpflege                    |      | Michael Matheson        | SNP    | 2023–2024 |           |
| Minister für NHS-Wiederaufbau, Gesundheit und Sozialpflege                    |      | Neil Gray               | SNP    | 2024      |           |
| Ministerin für Bildung und Fähigkeiten                                        |      | Jenny Gilruth           | SNP    | 2023–2024 |           |
| Ministerin für Net-Zero, Energie und Transport                                |      | Mairi McAllan           | SNP    | 2023–2024 |           |
| Ministerin für Net-Zero, Energie und Transport                                |      | Fiona Hyslop            | SNP    | 2024      |           |
| Ministerin für Justiz und Veteranen                                           |      | Angela Constance        | SNP    | 2023–2024 |           |
| Ministerin für soziale Gerechtigkeit, Wohnungsbau und Kommunalverwaltung      |      | Shirley-Anne Somerville | SNP    | 2023–2024 |           |
| Ministerin für Angelegenheiten der ländliche Räume und Inseln                 |      | Mairi Gougeon           | SNP    | 2023–2024 |           |
| Minister für Verfassung, Auswärtiges und Kultur                               |      | Angus Robertson         | SNP    | 2023–2024 |           |
| Kabinettsmitglied mit beratender Stimme                                       |      |                         |        |           |           |
| Staatssekretär für CO2-neutrale Gebäude und Mieterrechte                      |      | Patrick Harvie          |        | Greens    | 2023–2024 |
| Staatssekretärin für grüne Fähigkeiten, Kreislaufwirtschaft und Biodiversität |      | Lorna Slater            |        | Greens    | 2023–2024 |

### Staatssekretäre
| Staatssekretäre (Ministers)                              | Name               | Partei | Partei    | Amtszeit  |
| -------------------------------------------------------- | ------------------ | ------ | --------- | --------- |
| Drogen- und Alkoholpolitik                               | Elena Whitham      |        | SNP       | 2023–2024 |
| Drogen- und Alkoholpolitik                               | Christina McKelvie | 2024   | SNP       |           |
| Unabhängigkeit                                           | Jamie Hepburn      | SNP    | 2023–2024 |           |
| Parlamentarische Angelegenheiten                         | George Adam        | SNP    | 2023–2024 |           |
| Öffentliche Finanzen und gesellschaftlichen Wohlstand    | Tom Arthur         | SNP    | 2023–2024 |           |
| Kommunalverwaltung und Planung                           | Joe FitzPatrick    | SNP    | 2023–2024 |           |
| Gesundheitswesen und Frauengesundheit                    | Jenni Minto        | SNP    | 2023–2024 |           |
| Psychische Gesundheit, Sozialpflege und Sport            | Maree Todd         | SNP    | 2023–2024 |           |
| Kinder und Jugendliche                                   | Natalie Don        | SNP    | 2023–2024 |           |
| Hochschulbildung, Weiterbildung und Veteranen            | Graeme Dey         | SNP    | 2023–2024 |           |
| Verkehr                                                  | Kevin Stewart      | SNP    | 2023      |           |
| Verkehr                                                  | Fiona Hyslop       | SNP    | 2023–2024 |           |
| Kleinunternehmen, Innovation und Handel                  | Richard Lochhead   | SNP    | 2023–2024 |           |
| Energie                                                  | Gillian Martin     | SNP    | 2023–2024 |           |
| Gleichheit, Migration und Flüchtlinge                    | Emma Roddick       | SNP    | 2023–2024 |           |
| Wohnungsbau                                              | Paul McLennan      | SNP    | 2023–2024 |           |
| Kultur, Europa und internationale Entwicklung            | Christina McKelvie | SNP    | 2023–2024 |           |
| Kultur, Europa und internationale Entwicklung            | Kaukab Stewart     | SNP    | 2024      |           |
| Opfer und kommunale Sicherheit                           | Siobhian Brown     | SNP    | 2023–2024 |           |
| Landwirtschaft und Connectivity                          | Jim Fairlie        | SNP    | 2024      |           |
| CO2-neutrale Gebäude und Mieterrechte                    | Patrick Harvie     |        | SGP       | 2023–2024 |
| grüne Fähigkeiten, Kreislaufwirtschaft und Biodiversität | Lorna Slater       | SGP    | 2023–2024 |           |

### Andere
| Justizbeamte (Law Officers)    | Name           |
| ------------------------------ | -------------- |
| Lord Advocate                  | Dorothy Bain   |
| Solicitor General for Scotland | Ruth Charteris |